# 康朗
康朗（1508年—1575年），字用晦，号磐峰、又号盘峰，福建泉州府惠安縣前康鋪坑柄（今福建省惠安縣螺陽鎮五音村）人，明朝政治人物。与张岳（号净峰）、黄光升（号葵峰）并称为明代泉州“三峰”。

## 生平
嘉靖十年（1531年）辛卯科福建鄉試第十二名舉人。嘉靖十四年（1535年）中式乙未科會試第三十四名，登第二甲第八十六名進士。曾任刑部主事、郎中、浙江按察司佥事、广西参议、山西参议、山东曺濮兵备副使、江西左参政、江西按察使、河南右布政使，四十二年（1563年）九月升右佥都御史、提督撫治郧阳，四十四年升右副都御史、巡抚貴州，因被兵科给事中邢守庭弹劾其贪纵易节，六月被罢免闲住。万历三年（1575年）十一月，康朗病逝于福州，葬在仙游县枫亭镇南岭下锦屏山。

## 家族
曾祖康瓛；祖父康栢；父康炅。前母周氏；母周氏。具庆下。弟康朔（嘉靖癸卯舉人）、康瑚。

## 著作
著有《中丞詩集》10卷、《中丞文集》10卷、《止戈成略》8卷、《海內詩文抄》12卷、《溫陵文獻》16卷。